# Erdélyi kopó
De Erdélyi kopó of Transsylvaanse brak (Roemeens: Copoi Ardelenesc) is een Hongaars hondenras.

## Geschiedenis
De zeer zeldzame Erdély brak (kopó) is afkomstig uit Transsylvanië (Hongaars Erdély) (vroeger deel van het koninkrijk Hongarije, tegenwoordig in Roemenië). Het ontstaan van het ras is niet na te gaan, maar het zou bij uitstek de jachthond van de Hongaarse adel zijn geweest, zowel in Transsylvanië als elders in Hongarije.
In 1901 werd een stamboek geopend, en de kopó genoot tussen beide wereldoorlogen enige populariteit. Na de communistische machtsovername in Hongarije en Roemenië was er echter weinig ruimte voor deze met de aristocratie geassocieerde hond. Pas tegen 1970 konden liefhebbers in Hongarije proberen het ras te herstellen met enkele uit Roemenië afkomstige exemplaren. Ondanks de erkenning door de FCI, is de toestand van het ras tegenwoordig echter nog steeds zorgwekkend.

## Gebruik en uiterlijk
Evenals een aantal andere brakken werd dit ras in zowel een lang- als een kortbenige variant gefokt. De FCI heeft alleen de langbenige kopó erkend, maar sporadisch komen in Hongarije ook kortbenige exemplaren voor. De langbenige kopó werd gebruikt voor de drijfjacht op groot wild in de moeilijk begaanbare Karpaten. De hond drijft onafhankelijk van de jager, met een vérdragende stem.
De kopó is een krachtige, maar elegante brak met een schofthoogte van 55-65 cm en een gewicht van minimaal 25 kg. Het hoofd is niet erg zwaar, de lippen en de hals zijn droog, de oren matig lang. De rug is recht, de staart wordt laag gedragen. De korte stugge vacht is overwegend zwart, met gele aftekening (black and tan). Op hals en borst alsmede aan de voeten en de staartpunt is enig wit toegestaan.
In tegenstelling tot veel andere brakkenrassen is de kopó prima als huishond te houden mits deze meerdere malen per dag genoeg beweging krijgt. Echter het jachtinstinct is zeer sterk. Dit komt tot uiting als ze volwassen zijn, na hun 3e levensjaar. Tijdens de jacht gaan ze in een soort trance, roepen helpt niet. Blijf wachten op de plek waar de kopó u verlaten heeft. Deze zal, zodra de geur van het wild niet meer geroken wordt, u weer opzoeken. Een "niet werkende" kopó kan 14 a 15 jaar worden. Deze leeftijdsgrens is onderhevig aan de evolutie van dit ras, de vorige generaties werden hooguit 10 a 11 jaar. (jr.2000)